# Église Saint-Nicolas de Dury
L'église Saint-Nicolas de Dury est située à Dury, dans le département de la Somme, dans la Communauté d'agglomération Amiens Métropole.

## Historique
L'église de Dury ayant été détruite par les combats de la Campagne de France de 1940, au cours de la Bataille d'Amiens, il fut décidé de la reconstruire. Cependant le projet de 1953 présenté par les architectes Jacques Antoine, Jean Faugeron et Emmanuel Gonse fut rejeté par les édiles de la commune du fait de sa modernité. Un second projet, soutenu par le ministère de la reconstruction fut adopté en 1955. Le bâtiment fut achevé en 1960.

## Caractéristiques
L'église est construite selon un plan allongé avec une nef à faux bas-côtés, un chœur surmonté d'un clocher avec une flèche en charpente recouvert d'ardoises. La structure de béton précontraint est recouverte d'un parement de brique à décor en dents de scie. La toiture descend jusqu'au sol. L'éclairage de la nef se fait par une grande verrière sur le pignon est.

## Photos

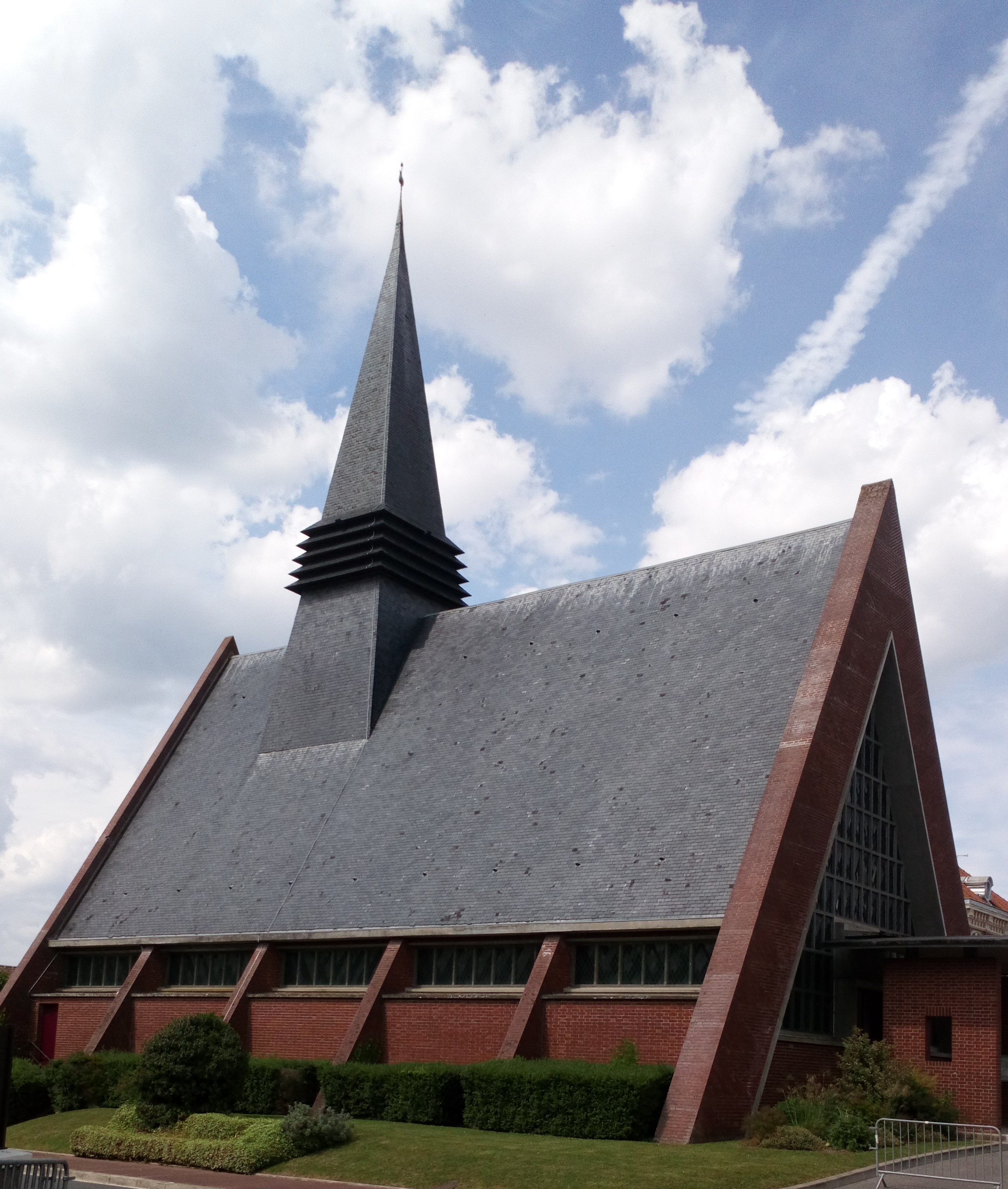
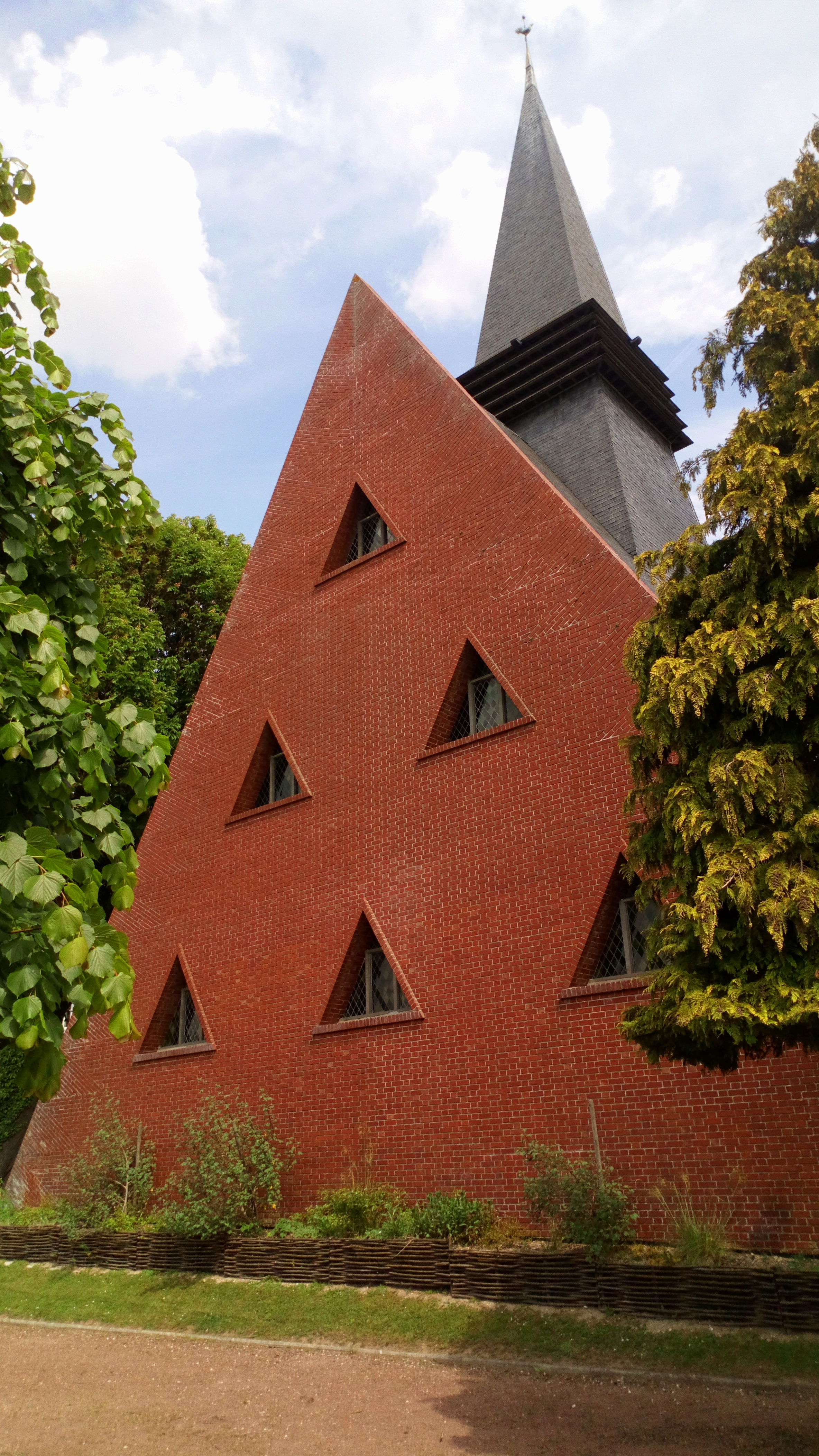
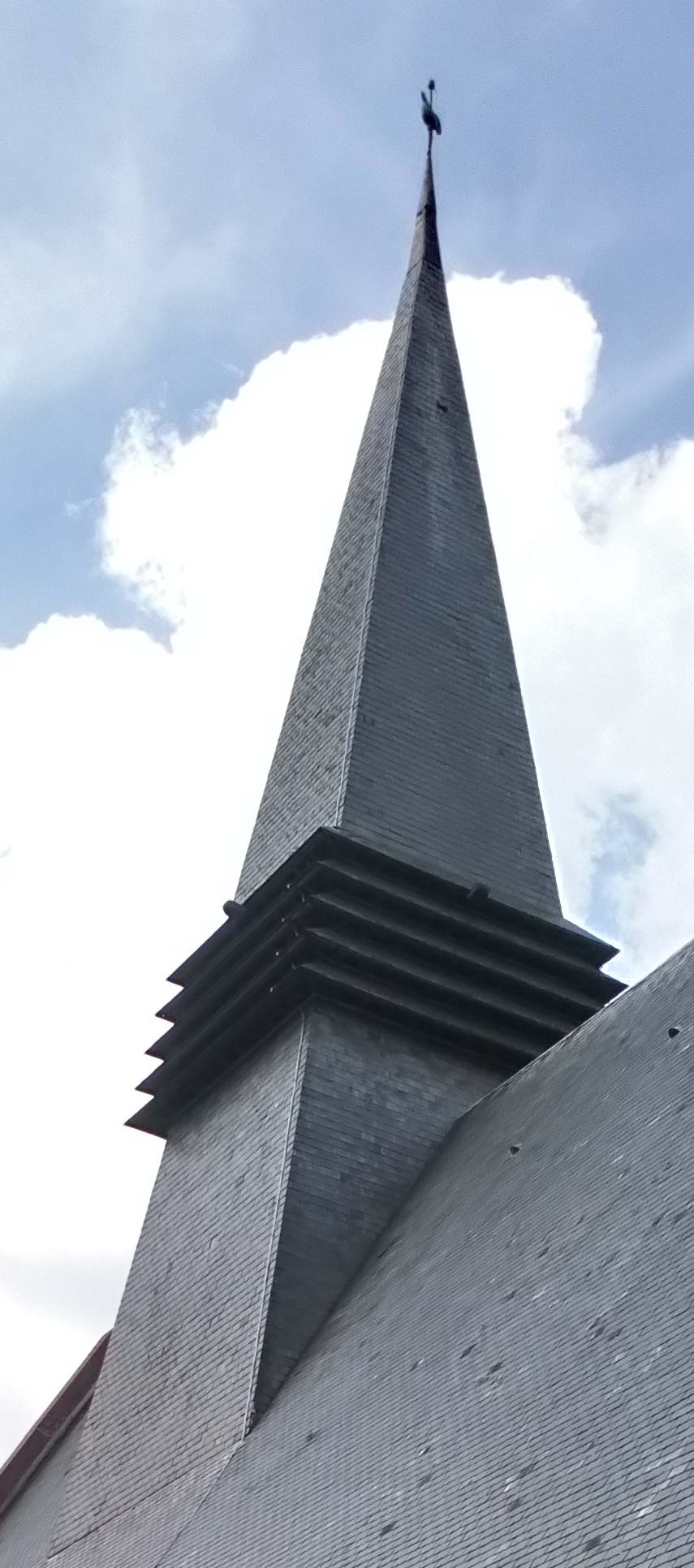